# 디킨슨 칼리지
디킨슨 칼리지(Dickinson College)는 미국 펜실베이니아주 칼라일에 위치한 사립 자유예술대학이다. 1773년에 "Carlisle Grammar School"이라는 교명으로 설립된 디킨슨 칼리지는 1783년 9월 9일 미국의 건립 이후 세워진 최초의 칼리지가 되었다. 디킨슨은 미국 독립선언의 서명자 벤저민 러시에 의해 설립되었으며 미국의 헌법에 서명한 존 디킨슨의 영예를 기리기 위해 교명이 정해졌다.
2000년에, 법학 부문이 펜실베이니아 주립 대학교에 합병되었다.